# CALL ME (YOSHII LOVINSONの曲)
CALL ME（コール・ミー）は、YOSHII LOVINSONの4枚目のシングルである。2005年1月13日発売。発売元はEMIミュージック・ジャパン。

## 内容
- 前作から約5か月半ぶりのシングル。セカンド・アルバム『WHITE ROOM』の先行シングルとしてリリースされた。YOSHII LOVINSON名義では最後のシングルとなった。
- 初回盤は紙ジャケット仕様となっている。撮影場所は吉井の当時の都内の自宅で、山梨に引っ越す為に家具を運び出した後に撮影された[1]。
- PVでは、吉井がM24軽戦車に乗って歌っている。これは、フランス在住のコレクターの所有物を借りたもので、撮影もフランスで行われた。吉井は、コックピットにも乗せてもらった際に、THE YELLOW MONKEYのコンセプト・アルバム『jaguar hard pain』の主人公「ジャガー」の没年であり、吉井の父親の生年でもある「1944」と書かれていたのに驚いたという。また、この時吉井は『jaguar hard pain』発表時と同じく坊主頭だった[1]。

## 収録曲
作詞・作曲・編曲:YOSHII LOVINSON
1. CALL ME (4:05)
歌詞中の「君」は神のことを指している。
2. MUDDY WATER (3:16)
ライブでは間奏のブレイクで笑いを取るトーク等を行うことが定番となっている。
3. FINAL COUNTDOWN (4:18)
ライブ定番曲のひとつで、間奏ではメンバー紹介が行われる。近年のライブでは最後のサビが長めに演奏される。
花王「サクセス」CF曲

## 収録アルバム
- WHITE ROOM (#1,3)
- 18 (#1,3)
- SUPERNOVACATION (#2)